# Фёльпке
Фёльпке (нем. Völpke) — община в Германии, в земле Саксония-Анхальт. 
Входит в состав района Бёрде. Подчиняется управлению Обере Аллер.  Население составляет 1460 человек (на 31 декабря 2010 года). Занимает площадь 17,22 км².